# Cantón el Tamarindal
Cantón el Tamarindal är en ort i Mexiko.   Den ligger i kommunen Huehuetán och delstaten Chiapas, i den sydöstra delen av landet, 900 km sydost om huvudstaden Mexico City. Cantón el Tamarindal ligger 58 meter över havet och antalet invånare är 255.
Terrängen runt Cantón el Tamarindal är kuperad åt nordost, men åt sydväst är den platt. Runt Cantón el Tamarindal är det ganska tätbefolkat, med 207 invånare per kvadratkilometer. Närmaste större samhälle är Huixtla, 11,9 km nordväst om Cantón el Tamarindal. I omgivningarna runt Cantón el Tamarindal växer i huvudsak städsegrön lövskog.